# Bréau-Mars
Pour les articles homonymes, voir Bréau (homonymie).
Bréau-Mars est une commune nouvelle française résultant de la fusion — au 1er janvier 2019 — des communes de Bréau-et-Salagosse et Mars, située dans le département du Gard, en région Occitanie.

## Géographie
| Dourbies       | Dourbies           | Val-d'Aigoual |
| Aumessas       | Bréau-Mars         | Arphy Aulas   |
| Bez-et-Esparon | Molières-Cavaillac | Avèze         |

### Climat
Pour des articles plus généraux, voir Climat de l'Occitanie et Climat du Gard.
En 2010, le climat de la commune est de type climat méditerranéen franc, selon une étude s'appuyant sur une série de données couvrant la période 1971-2000. En 2020, Météo-France publie une typologie des climats de la France métropolitaine dans laquelle la commune est dans une zone de transition entre le climat de montagne et le climat méditerranéen et est dans une zone de transition entre les régions climatiques « Provence, Languedoc-Roussillon » et « Sud-est du Massif Central ».
Pour la période 1971-2000, la température annuelle moyenne est de 13,3 °C, avec une amplitude thermique annuelle de 16,3 °C. Le cumul annuel moyen de précipitations est de 1 460 mm, avec 8,6 jours de précipitations en janvier et 3,8 jours en juillet. Pour la période 1991-2020, la température moyenne annuelle observée sur la station météorologique la plus proche, située sur la commune du Vigan à 3 km à vol d'oiseau, est de 13,7 °C et le cumul annuel moyen de précipitations est de 1 494,8 mm,. Pour l'avenir, les paramètres climatiques de la commune estimés pour 2050 selon différents scénarios d'émission de gaz à effet de serre sont consultables sur un site dédié publié par Météo-France en novembre 2022.

## Urbanisme

### Typologie
Au 1er janvier 2024, Bréau-Mars est catégorisée commune rurale à habitat dispersé, selon la nouvelle grille communale de densité à sept niveaux définie par l'Insee en 2022.
Elle appartient à l'unité urbaine du Vigan, une agglomération intra-départementale regroupant six  communes, dont elle est une commune de la banlieue,,. Par ailleurs la commune fait partie de l'aire d'attraction du Vigan, dont elle est une commune de la couronne,. Cette aire, qui regroupe 20 communes, est catégorisée dans les aires de moins de 50 000 habitants,.

### Risques majeurs
Le territoire de la commune de Bréau-Mars est vulnérable à différents aléas naturels : météorologiques (tempête, orage, neige, grand froid, canicule ou sécheresse), inondations, feux de forêts, mouvements de terrains et séisme (sismicité faible). Il est également exposé à un risque particulier : le risque de radon. Un site publié par le BRGM permet d'évaluer simplement et rapidement les risques d'un bien localisé soit par son adresse soit par le numéro de sa parcelle.

#### Risques naturels
Certaines parties du territoire communal sont susceptibles d’être affectées par le risque d’inondation par débordement de cours d'eau, notamment la Dourbie, le Coudoulous et le Souls. La commune a été reconnue en état de catastrophe naturelle au titre des dommages causés par les inondations et coulées de boue survenues en 1982, 1992, 1994, 1995, 2002 et 2003,.

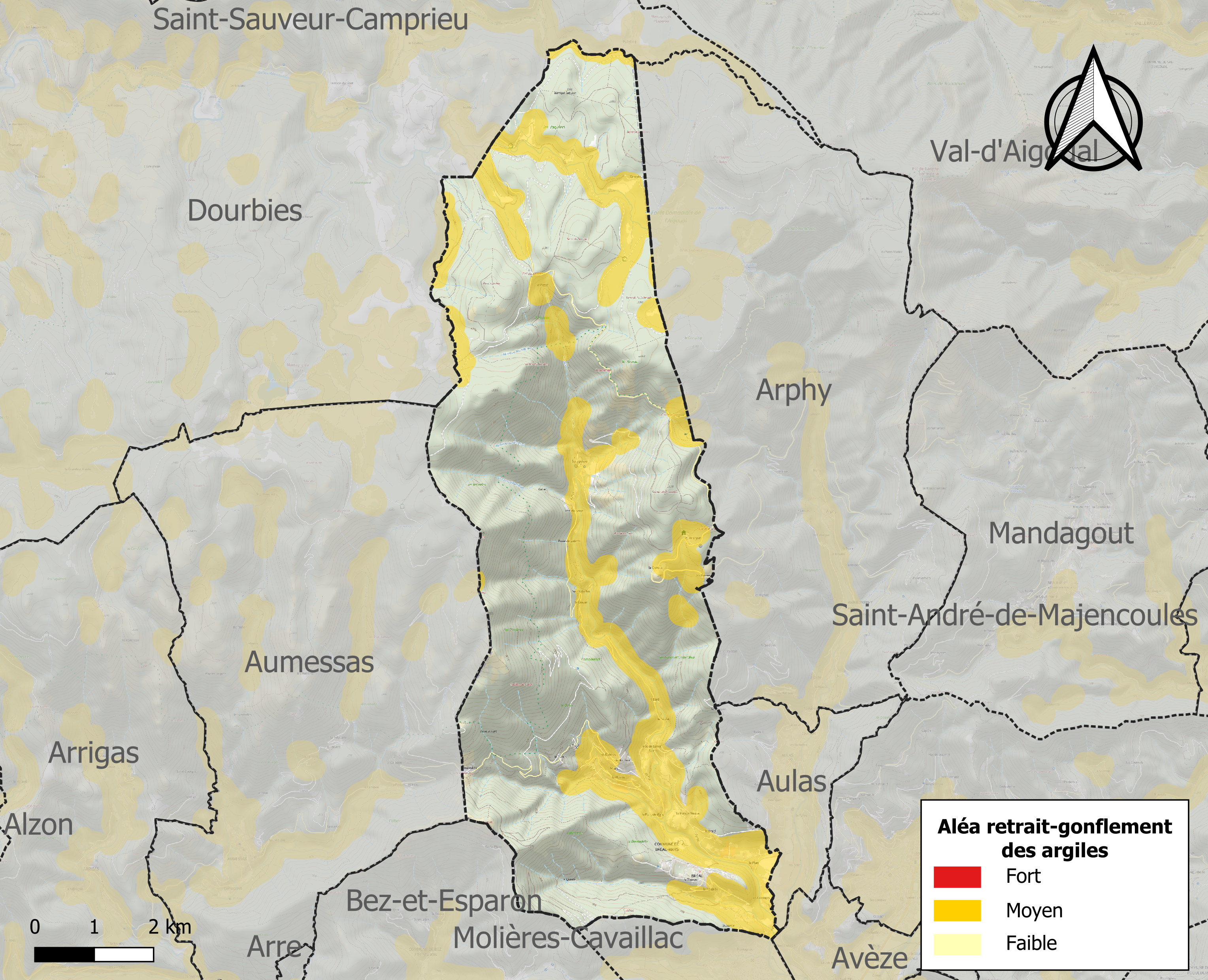
Carte des zones d'aléa retrait-gonflement des sols argileux de Bréau-Mars.

La commune est vulnérable au risque de mouvements de terrains constitué principalement du retrait-gonflement des sols argileux. Cet aléa est susceptible d'engendrer des dommages importants aux bâtiments en cas d’alternance de périodes de sécheresse et de pluie. 24,7 % de la superficie communale est en aléa moyen ou fort (67,5 % au niveau départemental et 48,5 % au niveau national). Sur les 472 bâtiments dénombrés sur la commune en 2019, 307 sont en aléa moyen ou fort, soit 65 %, à comparer aux 90 % au niveau départemental et 54 % au niveau national. Une cartographie de l'exposition du territoire national au retrait gonflement des sols argileux est disponible sur le site du BRGM,.
Par ailleurs, afin de mieux appréhender le risque d’affaissement de terrain, l'inventaire national des cavités souterraines permet de localiser celles situées sur la commune.

#### Risque particulier
Dans plusieurs parties du territoire national, le radon, accumulé dans certains logements ou autres locaux, peut constituer une source significative d’exposition de la population aux rayonnements ionisants. Certaines communes du département sont concernées par le risque radon à un niveau plus ou moins élevé. Selon la classification de 2018, la commune de Bréau-Mars est classée en zone 3, à savoir zone à potentiel radon significatif.

## Histoire
Elle est créée par l'arrêté préfectoral du 13 septembre 2018, avec effet au 1er janvier 2019.
Son chef-lieu est situé au chef-lieu de l'ancienne commune de Bréau-et-Salagosse.

## Politique et administration

### Liste des maires
| Identité                      | Période | Période | Durée |
| Identité                      | Début   | Fin     | Durée |
| ----------------------------- | ------- | ------- | ----- |
| Alain Durand (d) (né en 1946) | 2019    |         |       |

### Communes déléguées
| Nom                        | Code Insee | Intercommunalité    | Superficie (km2) | Population (dernière pop. légale) | Densité (hab./km2) |
| -------------------------- | ---------- | ------------------- | ---------------- | --------------------------------- | ------------------ |
| Bréau-et-Salagosse (siège) | 30052      | CC du Pays viganais | 24,69            | 417 (2016)                        | 17                 |
| Mars                       | 30157      | CC du Pays viganais | 3,8              | 182 (2016)                        | 48                 |

## Population et société

### Démographie
L'évolution du nombre d'habitants est connue à travers les recensements de la population effectués dans la commune depuis sa création.

En 2022, la commune comptait 679 habitants, en évolution de +13,36 % par rapport à 2016 (Gard : +2,97 %, France hors Mayotte : +2,11 %).
| 2016 | 2021 | 2022 |
| ---- | ---- | ---- |
| 599  | 666  | 679  |

## Culture locale et patrimoine

### Lieux et monuments
- Le col du Minier (1 264 m), emprunté par le Tour de France 1955, se trouve sur le territoire communal.
- Église Sainte-Marie-Madeleine de Bréau-et-Salagosse.
- Temple protestant de Bréau-et-Salagosse.